# Diadenis Luna
Pour les articles homonymes, voir Luna.
Diadenis Luna est une judokate cubaine née le 11 septembre 1975 à Santiago de Cuba.

## Biographie
Elle dispute les Jeux olympiques d'été de 1996 à Atlanta où elle remporte la médaille de bronze.

## Palmarès

### Jeux olympiques
- Jeux olympiques d'été de 1996 à Atlanta
  -  Médaille de bronze en -72 kg[1]

### Championnats du monde
- Championnats du monde de judo 1995
  -  Médaille d'or en -72 kg
- Championnats du monde de judo 1997
  -  Médaille d'argent en -72 kg
- Championnats du monde de judo 1999
  -  Médaille de bronze en -72 kg